# اداتپ، وزیرکوپرو
اداتپ، وزیرکوپرو (به لاتین: Adatepe, Vezirköprü) یک  Köy  در ترکیه است که در samsun province واقع شده‌است.